# Rubén Leibovich
Rubén Leibovich (ur. 25 kwietnia 1934) – argentyński zapaśnik walczący w obu stylach. Olimpijczyk z Tokio 1964, gdzie zajął 24. miejsce w stylu klasycznym, w kategorii 63 kg i osiemnaste w wolnym, w wadze do 57 kg.

## Letnie Igrzyska Olimpijskie 1964
| Konkurencja          | Rundy eliminacyjne      | Rundy eliminacyjne       | Klas. końcowa |
| Konkurencja          | Przeciwnik I            | Przeciwnik II            | Miejsce       |
| -------------------- | ----------------------- | ------------------------ | ------------- |
| 63 kg styl klasyczny | Kyösti Lehtonen (FIN) P | Svend Skrydstrup (DEN) P | 24.           |

| Konkurencja      | Rundy eliminacyjne      | Rundy eliminacyjne | Klas. końcowa |
| Konkurencja      | Przeciwnik I            | Przeciwnik II      | Miejsce       |
| ---------------- | ----------------------- | ------------------ | ------------- |
| 57 kg styl wolny | Bishambar Singh (IND) P | Dave Auble (USA) P | 18.           |